# Podobowice
Podobowice – wieś w Polsce, położona w województwie kujawsko-pomorskim, w powiecie żnińskim, w gminie Żnin.
| SIMC    | Nazwa             | Rodzaj    |
| ------- | ----------------- | --------- |
| 1037258 | Huby Podobowickie | część wsi |
| 0100760 | Sławoszewo        | kolonia   |

W latach 1975–1998 miejscowość administracyjnie należała do województwa bydgoskiego.
Według Narodowego Spisu Powszechnego (III 2011 r.) liczyła 411 mieszkańców. Jest siódmą co do wielkości miejscowością gminy Żnin.
We wsi był przystanek kolejowy Podobowice.